# Estação Leandro N. Alem
A Estação Leandro N. Alem é uma das estações do Metro de Buenos Aires, situada em Buenos Aires, seguida da Estação Florida. É uma das estações terminais da Linha B.
Foi inaugurada em 01 de dezembro de 1931. Localiza-se no cruzamento da Avenida Corrientes com a Avenida Leandro N. Alem. Atende o bairro de San Nicolás. Deve seu nome ao político radical Leandro Nicéforo Alem. 
Fica a poucos metros do Centro Cultural Kirchner, antiga sede do Correio Central, e do tradicional estádio Luna Park. Faz conexão com a estação Correo Central da linha E, e ambas são as estações da rede mais próximas de Puerto Madero. 

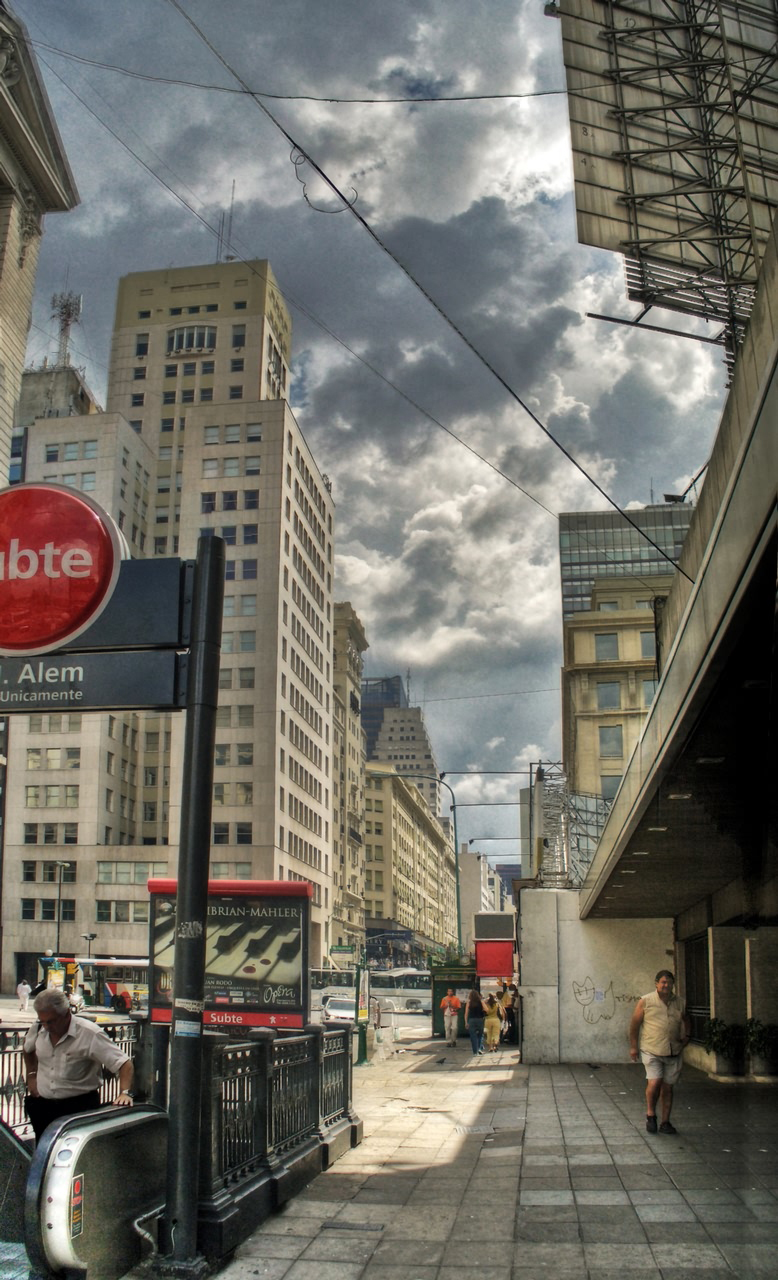
Acesso à Estação Leandro N. Alem, Avenida Corrientes.

## Arredores
- Puerto Madero
- Centro Cultural Kirchner
- Luna Park
- Praça de Maio